# Krym (oblast de Rostov)
Krym (en russe : Крым, en arménien : Թոփտի - Topti) est un village du raïon Miasnikovski de l’oblast de Rostov. C’est le centre administratif de la commune rurale du même nom.

## Géographie
Le village se trouve au nord de Tchaltyr, non loin de Rostov-sur-le-Don, sur le cours des rivières Mokry Tchaltyr et Khavaly.

## Histoire
Le village est fondé en 1779 par des colons Arméniens venus de Crimée par oukaze de Catherine II. Le nom du village est un hommage à l’ancienne patrie des habitants (« Krym » étant le nom russe de la Crimée).
Pendant la Seconde Guerre mondiale le village est occupé par les Allemands.

## Monuments

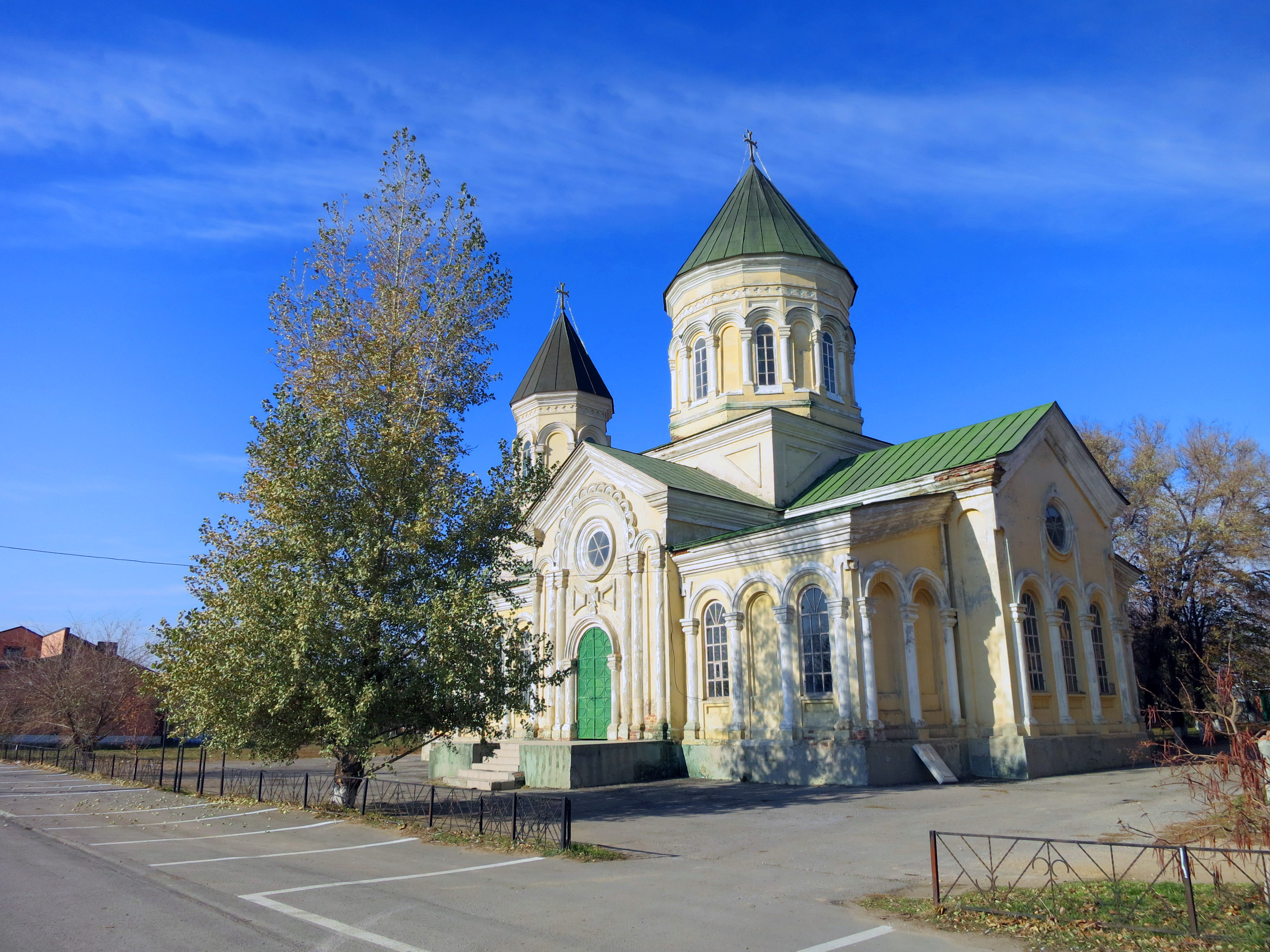
Église du Christ-Sauveur.

- Église arménienne du Christ-Sauveur (XIXe siècle)
- Mémorial « Panthéon de la gloire », dédié aux victimes de la Seconde Guerre mondiale